# Ryanair
- | Ryanair                           | Ryanair                                                                                                                                                                                                                                                                                                                                                                                                                                                                                                                                                                                                                                                                     |                  |
| --------------------------------- | --- | ---------------- |
|                                   | |                  |
| IATA FR ICAO RYR Tên hiệu RYANAIR | |                  |
| Lịch sử hoạt động                 | |                  |
| Thành lập                         | 1985 |                  |
| Sân bay chính                     | |                  |
| Trạm trung chuyển chính           | - Sân bay Dublin - Sân bay London Stansted - Sân bay Rome Ciampino - Sân bay Shannon - Sân bay quốc tế Galileo Galilei - Sân bay Brussels Nam Charleroi - Sân bay Frankfurt-Hahn - Sân bay Cork - Sân bay Liverpool John Lennon - Sân bay Glasgow Prestwick - Sân bay London Luton - Sân bay Girona-Costa Brava - Sân bay Stockholm-Skavsta - Sân bay East Midlands - Sân bay quốc tế Madrid Barajas - Sân bay Marseille Provence - Sân bay Bremen - Sân bay Weeze - Sân bay quốc tế Bristol - Sân bay Valencia - Sân bay Alicante - Sân bay George Best Belfast City - Sân bay Bournemouth - Sân bay quốc tế Birmingham - Sân bay Reus - Sân bay Edinburgh - Sân bay Kerry |                  |
| Thông tin chung                   | |                  |
| Số máy bay                        | 545 |                  |
| Điểm đến                          | 132 |                  |
| Trụ sở chính                      | Dublin, Cộng hòa Ireland |                  |
| Nhân vật then chốt                | Michael O'Leary (CEO) Michael Cawley (Phó Giám đốc điều hành) |                  |
| Trang web                         | http://www.ryanair.com |                  |
| IATA FR                           | ICAO RYR | Tên hiệu RYANAIR |

Ryanair (mã IATA: FR, mã ICAO: RYR) (Bản mẫu:Ise, LSE:RYA, NASDAQ: RYAAY) là hãng hàng không giá rẻ của Ireland, có trụ sở tại Dublin và căn cứ lớn nhất ở Sân bay London Stansted, (Anh Quốc). Ryanair là hãng hàng không giá rẻ lớn nhất châu Âu. Tính tới ngày 31 tháng 7 năm 2007 hãng có 516 tuyến bay trên 26 quốc gia từ 26 phi trường căn cứ. Hiện nay Ryanair là hãng hàng không lớn thứ ba châu Âu tính theo số khách chuyên chở.

## Lịch sử
Ryanair được thành lập năm 1985 bởi Cathal Ryan, Declan Ryan, Liam Lonergan (chủ hãng du lịch Club Travel, Ireland) và nhà kinh doanh nổi tiếng Tony Ryan, người lập ra Guinness Peat Aviation và là cha của Cathal cùng Declan Ryan. Hãng bắt đầu hoạt động bằng 1 máy bay Embraer EMB 110 Bandeirante cánh quạt tua-bin 15 chỗ ngồi, bay giữa Waterford (đông nam Ireland) và London Gatwick với mục tiêu phá vỡ tình trạng độc quyền bay giữa London - Ireland thời đó của 2 hãng hàng không British Airways và Aer Lingus. Năm 1986 hãng mở tuyến bay thứ hai giữa Dublin - London Luton, cạnh tranh trực tiếp với 2 hãng hàng không kể trên. Thời đó châu Âu đưa ra chính sách điều chỉnh giảm (deregulation) trong ngành hàng không, quy định rằng một hãng hàng không muốn mở tuyến bay trong châu Âu phải được một trong hai chính phủ (nơi đi hoặc nơi đến) cho phép. Chính phủ Ireland lúc đó không cho phép Ryanair (để bảo vệ hãng Aer Lingus), nhưng chính phủ Anh của bà Margaret Thatcher (chủ trương thị trường tự do) cho phép. Với 2 tuyến đường bằng 2 máy bay, hãng hàng không non trẻ này đã chở được 82.000 lượt khách trong một năm.
Số khách tiếp tục tăng, nhưng hãng bị lỗ và năm 1991 buộc phải tổ chức lại. Michael O'Leary được trao nhiệm vụ điều hành sao cho có lãi. Ryanair khuyến khích ông ta nên sang học tập mô hình hãng hàng không giá rẻ Southwest Airlines của Hoa Kỳ. O'Leary nhận định rằng chìa khóa thành công của giá rẻ là quay vòng máy bay nhanh, không xa hoa rườm rà, không có hạng business. Trở về Ireland O'Leary quyết định phải xâm nhập vào thị trường châu Âu - thời đó do các hãng hàng không quốc gia nắm với sự bảo trợ của các chính phủ nước chủ nhà - bằng cạnh tranh giá rẻ. Các chuyến bay nhắm vào các phi trường vùng (phí tổn thấp hơn phi trường quốc tế). Năm 1995 - kỷ niệm 10 năm thành lập - Ryanair đã chở được 2,25 triệu lượt khách. Sau bước đầu thành công trên thị trường chứng khoán Dublin và NASDAQ, hãng mở các tuyến bay tới Stockholm (Thụy Điển), Oslo (Sandefjord) (Na Uy), Paris và Charleroi (gần Brussel, (Bỉ). Có thêm nhiều vốn mới, hãng dùng 2 tỷ US$ đặt mua 45 máy bay Boeing 737-800 năm 1998. Năm 2001 hãng mở căn cứ mới ở phi trường Charleroi, cuối năm hãng đặt mua thêm 155 máy bay Boeing 737-800 (sẽ giao trong 8 năm từ 2002 tới 2010, gần 100 máy bay này đã được giao cuối năm 2005). Năm 2002 hãng mở 26 tuyến bay mới và đặt thêm căn cứ tại phi trường Frankfurt-Hahn. Năm 2003 hãng thông báo sẽ đặt thêm 100 máy bay Boeing 737-800, tháng 2 năm 2003 hãng đặt căn cứ thứ 3 trên lục địa châu Âu ở phi trường Milano-Bergamo (Ý). Tháng 4 năm 2003 Ryanair mua hãng cạnh tranh Buzz (của hãng hàng không KLM). Tiếp tục bành trướng bằng việc lập căn cứ mới ở phi trường Stockholm-Skavsta. Cuối năm 2003 Ryanair có 127 tuyến bay. Đầu bán niên 2004 hãng mở thêm 2 căn cứ tại phi trường Roma-Ciampino và Barcelona-Girona đưa số căn cứ lên 11. Quý 2 năm 2004 hãng lỗ 3,3 triệu euro (khoản lỗ đầu tiên trong 15 năm) nhưng sau đó đã mau chóng phục hồi. Việc mở rộng Liên minh châu Âu ngày 1 tháng 5 năm 2004 tạo cơ hội cho hãng mở thêm các tuyến bay mới. Tháng 2 năm 2005 hãng công bố đặt mua thêm 70 máy bay Boeing 737-800 và giành quyền lựa chọn 70 máy bay nữa với hy vọng sẽ nâng số hành khách lên 70 triệu trong năm 2011.
Năm 2006 hãng mở website dành cho việc mua vé online, góp phần giảm chi phí phải trả cho các đại lý bán vé. Trong 1 năm website này đã chiếm 3/4 số người đặt mua vé trên tổng số vé bán ra. Tháng 6 năm 2006 hãng công bố trong quý II (kết thúc ngày 30 tháng 6 năm 2006) lợi nhuận của hãng tăng 13% so với cùng kỳ năm ngoái và số hành khách tăng 25% lên 10,7 triệu. Lợi nhuận ròng (115,5 triệu euro) tăng 80% so với cùng kỳ 2005. Năm 2007 hãng mở các tuyến bay tới Malta, Luton và Pisa (Ý). Các căn cứ mới ở Bremen (tháng 4), Weeze (tháng 6), Bristol (tháng 11), Alicante, Valencia (Tây Ban Nha) và Belfast George Best.

## Thu nhập và lợi nhuận
Thu nhập tăng từ 231 triệu euro năm 1998 lên tới 843 triệu euro năm 2003 và lợi nhuận ròng tăng từ 48 triệu euro lên tới 239 triệu euro cùng kỳ. Lãi nửa năm kết thúc vào ngày 31 tháng 10 năm 2007 lên tới 252 triệu euro, kể cả thu nhập phụ như cho thuê xe, cho thuê khách sạn, bảo hiểm du lịch, bán hàng trên máy bay và thu nhập về khoản hành lý vượt quá quy định. Lợi tức phụ bây giờ được tính là trên 16% của tổng lợi tức.

## Các phi trường căn cứ

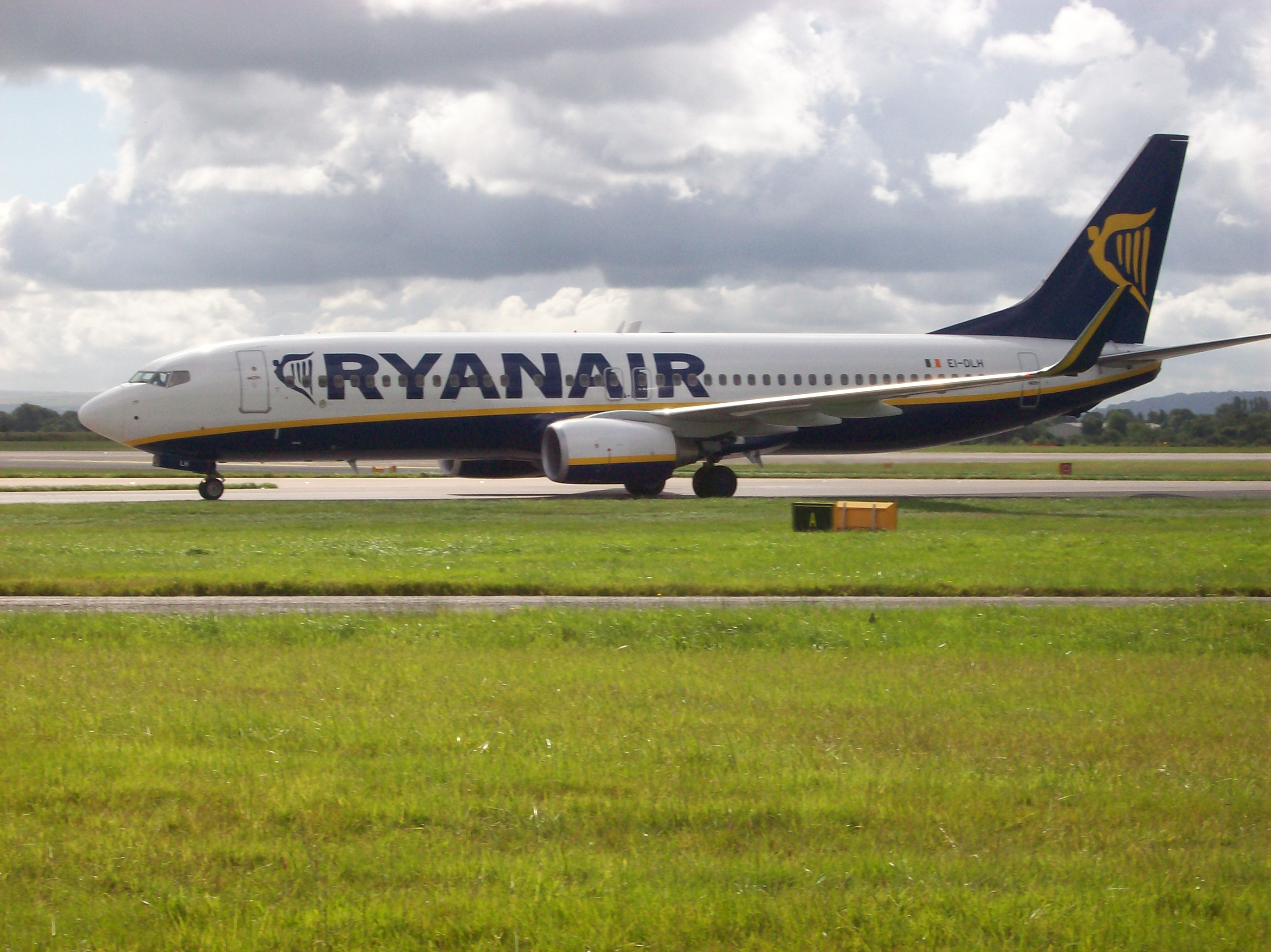
Một máy bay Boeing 737-800 của Ryanair tại Phi trường Quốc tế Manchester

- Dublin
- London Stansted
- Orio al Serio
- Roma Ciampino
- Shannon
- Pisa Galileo Galilei
- Brussel south Charleroi
- Frankfurt-Hahn
- Cork
- Liverpool John Lennon
- Glasgow Prestwick
- London Luton
- Girona-Costa Brava
- Stockholm Skavsta
- East Midlands
- Madrid Barajas
- Marseille Provence
- Bremen
- Weeze
- Bristol
- Valencia
- Alicante
- George Best Belfast
- Bournemouth
- Birmingham
- Reus
- Edinburgh

## Các nơi đến
Áo
- Klagenfurt
- Salzburg
- Vienna  Bulgaria
- Plovdiv
- Sofia  Croatia
- Osijek
- Pula
- Rijeka
- Zadar
- Zagreb

Đảo Síp
- Paphos

Cộng Hoà Séc
- Brno
- Ostrava
- Prague  Đan Mạch
- Aalborg
- Aarhus
- Billund
- Copenhagen  Estonia
- Tallinn  Phần Lan
- Helsinki
- Lapland Rovaniemi
- Tampere  Pháp
- Bergerac
- Beziers Cap d'Agde
- Biarritz
- Bordeaux
- Brive
- Carcassonne
- Grenoble
- La Rochelle
- Limoges
- Lourdes–Pyrenees
- Marseille
- Nantes
- Nice
- Nimes
- Perpignan
- Poitiers
- Rodez
- Toulouse
- Tours Loire Valley  Đức
- Berlin Brandenburg
- Bremen
- Cologne
- Dortmund
- Dresden
- Dusseldorf Weeze
- Frankfurt Hahn
- Hamburg
- Karlsruhe / Baden-Baden
- Leipzig
- Memmingen
- Nuremberg  Hy Lạp
- Athens
- Chania
- Corfu
- Kalamata
- Kefalonia
- Kos
- Preveza - Aktion
- Rhodes
- Santorini
- Thessaloniki
- Zakynthos  Hungary
- Budapest  Ireland
- Cork
- Dublin
- Kerry
- Knock
- Shannon  Ý
- Alghero
- Ancona
- Bari
- Bologna
- Brindisi
- Cagliari
- Catania
- Genoa
- Lamezia
- Milan Bergamo
- Milan Malpensa
- Naples
- Palermo
- Perugia
- Pescara
- Pisa
- Rimini
- Rome Ciampino
- Trapani-Marsala
- Trieste
- Turin
- Venice M.Polo
- Verona  Latvia
- Riga  Lithuania
- Kaunas
- Palanga
- Vilnius  Luxembourg
- Luxembourg  Malta
- Malta  Montenegro
- Podgorica  Maroc
- Agadir
- Essaouira
- Fez
- Marrakesh
- Ouarzazate
- Rabat
- Tangier  Hà Lan
- Eindhoven
- Maastricht  Na Uy
- Oslo
- Oslo Torp  Ba Lan
- Bydgoszcz
- Gdansk
- Katowice
- Krakow
- Lodz
- Olsztyn - Mazury
- Poznan
- Rzeszow
- Szczecin
- Warsaw Modlin
- Wroclaw  Bồ Đào Nha
- Faro
- Lisbon
- Madeira Funchal
- Ponta Delgada
- Porto

Romania
- Bucharest
- Cluj  Slovakia
- Bratislava
- Kosice  Tây Ban Nha
- Alicante
- Almeria
- Asturias
- Barcelona
- Barcelona Girona
- Barcelona Reus
- Castellon (Valencia)
- Fuerteventura
- Gran Canaria
- Ibiza
- Jerez
- Lanzarote
- Madrid
- Malaga
- Menorca
- Murcia International
- Palma de Mallorca
- Santander
- Santiago
- Seville
- Tenerife South
- Valencia
- Vigo
- Zaragoza

Thuỵ Điển
- Göteborg Landvetter
- Orebro
- Stockholm Arlanda
- Stockholm Västerås
- Växjö Småland

Vương Quốc Anh
- Belfast International
- Edinburgh
- Newquay Cornwal

## Đội bay
Đến Tháng 5 năm 2008 Ryanair có đội máy bay như sau:
| Máy bay              | Số lượng | Đặt hàng | Ghi chú                           |
| -------------------- | -------- | -------- | --------------------------------- |
| Boeing B737-800      | 410      | --       |                                   |
| Boeing B737-700      | 1        | --       | �Dùng cho việc huấn luyện, SP-RUM |
| Airbus A320-200      | 29       | --       | Khai thác cho Lauda Europe        |
| Boeing B737 MAX 10   | --       | 150      | Giao hàng từ năm 2027             |
| �Boeing B737 MAX 200 | 102      | 108      | Giao hàng đến năm 2025            |

## Đội bay trước đây
| Máy Bay                      | �Hoạt động | Nghỉ Hưu | Ghi chú |
| ---------------------------- | ---------- | -------- | --- |
| ATR 42-300                   | 1989       | 1991     | |
| �BAC One Eleven 500          | 1986       | 1994     | |
| Convair 580                  | 1988       | 1988     | Khai thác cho Partnair |
| �Boeing B737-200             | 1994       | 2005     | Được thay thế bởi 737-800. Ryanair đã bán phi đội gồm 20 máy bay 737-200 cho Autodirect Aviation LLC với giá 8,1 triệu USD vào tháng 10 năm 2004. 6 Máy bay đã ngừng hoạt động và 14 chiếc còn lại được chuyển giao trong giai đoạn 2004–2005. |
| Boeing B737-300              | 2002       | 2004     | Được thay thế bởi B737-800 |
| Boeing B737-400              | 2004       | 2005     | Được thuê từ Air Atlanta Icelandic |
| Embraer EMB 110 Bandeirnante | 1985       | 1989     | |
| Hawker Siddeley HS 748       | 1986       | 1990     | |
| Short S-25 Sunderland        | 1989       | 1989     | G-BJHS được sơn theo sự hợp tác và tài trợ giữa Ryanair và Bảo tàng Foynes Flying Boat , nhưng điều này đã không xảy ra và chiếc máy bay đã được trả lại màu sơn cũ                                                                            |

## Sự cố và Tai nạn
Vào ngày 10 tháng 11 năm 2008, Chuyến bay 4102 của Ryanair, từ Sân bay Frankfurt–Hahn, đã bị hư hỏng bánh đáp khi hạ cánh khẩn cấp tại Sân bay Rome–Ciampino, sau khi va chạm với chim, làm hỏng cả hai động cơ trong lúc tiếp cận đường băng. Trên máy bay có sáu thành viên phi hành đoàn và 166 hành khách. Hai thành viên phi hành đoàn và 8 hành khách đã được đưa đến bệnh viện với những vết thương nhẹ. Phần gầm của chiếc Boeing 737-800 bị sập khiến máy bay mắc kẹt trên đường băng và đóng cửa sân bay trong hơn 35 giờ. Ngoài hư hỏng động cơ và gầm, thân máy bay phía sau cũng bị hư hại do tiếp xúc với đường băng. Chiếc máy bay liên quan đã bị hư hỏng không thể sửa chữa và đã bị loại bỏ. Báo cáo cuối cùng về vụ tai nạn do ANSV (Cơ quan An toàn Chuyến bay Quốc gia) điều tra được công bố vào ngày 20 tháng 12 năm 2018, hơn 10 năm sau vụ tai nạn và chỉ bằng tiếng Ý. Bản dịch tiếng Anh được cung cấp bởi Cơ sở dữ liệu tai nạn hàng không.
23 tháng 5 năm 2021, Chuyến bay Ryanair 4978 (Athens-Vilnius) chở 6 phi hành đoàn và 126 hành khách đã được chuyển hướng đến Sân bay Quốc gia Minsk sau khi có lời đe dọa đánh bom giả khi máy bay cách Vilnius 45 hải lý (83 km; 52 dặm) về phía nam và 90 hải lý (170 km; 100 mi) về phía tây Minsk, nhưng vẫn thuộc không phận Bêlarut. Theo hãng hàng không, các phi công của họ đã được chính quyền Belarus thông báo về "mối đe dọa an ninh tiềm ẩn trên máy bay" và yêu cầu hạ cánh máy bay ở Minsk. Tại Minsk, nhà báo và nhà hoạt động đối lập người Belarus Raman Pratasevich và bạn gái của anh ta đã bị đưa ra khỏi máy bay và bị bắt giữ. Mặc dù máy bay ở gần Vilnius hơn, nhưng Tổng thống Belarus Alexander Lukashenko, theo dịch vụ báo chí của ông, đã đích thân ra lệnh chuyển hướng chuyến bay đến Minsk và cử máy bay chiến đấu MiG-29 của Không quân Belarus hộ tống nó. Lãnh đạo phe đối lập Belarus Sviatlana Tsikhanouskaya đã kêu gọi ICAO điều tra vụ việc.
9 tháng 4 năm 2023, Chuyến bay 5542 của Ryanair (Sân bay Liverpool John Lennon - Sân bay Dublin) đã hạ cánh khẩn cấp dẫn đến hư hỏng bánh trước. Đường băng phía nam của Sân bay Dublin tạm thời bị đóng cửa. Không có thương tích nhưng một người đã được điều trị vì sốc.